# Пантелеймоно-Василівська церква (Ніжин)
Пантелеймоно-Василівська церква в Ніжині — православний трипрестольний храм в ім'я святителя Василія Великого і великомученика Пантелеймона.

## Історія
Приблизно з середини XVII ст., на місці теперішнього Пантелеймоно-Василівського храму м. Ніжина знаходилася дерев'яна церква в ім'я святителя Василія Великого, яка згоріла під час пожежі в ніч на 14 вересня 1754 року. Невдовзі після цього лиха старанням духовенства і парафіян поблизу згорілої була побудована невелика дерев'яна церква в ім'я великомученика Пантелеімона. Однак уже наприкінці 60-х років XVIII ст. вона стала, за свідченням сучасників, приходити рос. «во обветшание». Тому було прийнято рішення збудувати новий кам'яний храм, на що було отримано благословення Митрополита Київського, Галицького і всієї Малої Росії Арсенія (Могилянського). Новий дім Божий побудували на пожертви ніжинського полкового писаря Якова Максимовича Почеки «с пособием той церкви прихожан и разных доброхотов» і освятили 13 березня 1788 року (за старим стилем).
Новий мурований тридільний однобанний храм був зведений за типом схожим на Богословську церкву (1751 р.) та соборний храм Введенського жіночого монастиря (1778 р.) м. Ніжина. Престол у церкві був улаштований один, але в ім'я двох святих: святителя Василія Великого та великомученика і цілителя Пантелеімона.
Північний і південний фасади церкви виступали у вигляді невеликих розкреповок, східний і західний у вигляді апсид. Кути їх, як і стіни апсиди, були виділені пілястрами з розкрепованим над ними карнизом. Фасади церкви увінчані трикутними фронтонами з овальними вікнами і плоскими нішами в тимпанах. Віконні отвори напівциркульні, обрамлені плоскими виступами кладки з напівкруглими карнизами поверху. Барабан глави циліндричний зовні і восьмигранний зсередини, у ньому розміщувалися напівциркульні вікна. У простінках між вікнами, по фасадах барабана спарені пілястри з розкрепованим над ними карнизом. Барабан був перекритий цегляним куполом із залізною купольної покрівлею, над ним містилась декоративна главка.
З плином часу кількість парафіян збільшилася майже вдвічі, тому настоятель ієрей Федір Федорович Кушакевич виступив з ініціативою прибудувати до Пантелеімоно-Василівського храму теплу церкву та дзвіницю. Кошти на цю богоугодну справу надав рідний брат священника золотопромисловець і відомий меценат Андрій Федорович Кушакевич фундатор Ніжинської жіночої прогімназії ім. П. І. Кушакевич (1878 р.) і Ніжинського чоловічого ремісничого училища (1895 р.). Будівництво за проєктом чернігівського архітектора Федорова розпочалося в 1862 р., а 17 грудня 1863 р. теплий храм із дзвіницею був уже освячений. У прибудованому храмі було влаштовано ще два престоли: південний в ім'я ікони Божої Матері «Всіх скорботних Радість» та північний в ім'я святих мучеників Андрія Стратилата і Платона.
Тепла церква була великим прямокутним в плані приміщенням, перекритим кроквяними фермами, прогоном 13 м, з підвісною плоскою стелею. Дзвіниця була побудована триярусна: нижні два яруси в формі четверика, третій ярус циліндричний, з арковими отворами дзвонів за сторонами світу. Вінчала дзвіницю баня з невеликими люкарнами і шпилем.
1912 р. Пантелеймоно-Василівську церкву було перебудовано ще раз і вже остаточно. За проєктом чернігівського губернського інженера Д. Афанасьєва було розібрано західну апсиду, закладено цегляною кладкою деякі отвори, підлога була викладена поліхромної метлахською плиткою виробництва акціонерного товариства «Дзєвульский і Лянге» м. Опочно.
За радянські часи дозвіл на капітальний ремонт церковного приміщення громаді вдалося отримати лише у 1983 р. Тоді старанням настоятеля протоієрея Олексія Григоровича Покиньбороди і парафіян був проведений внутрішній розпис храму, влаштоване парове опалення, побудована сторожка і підсобні приміщення, територія навколо церкви обнесена цегляною огорожею.